# Championnat de Pologne de football 1928
Navigation
Édition précédente Édition suivante
La saison 1928 du championnat de Pologne est la septième saison de l'histoire de la compétition. Cette édition a été remportée pour la deuxième fois consécutive par le Wisła Cracovie, devant le Warta Poznań.

## Les clubs participants
| Club                  | Ville          |
| --------------------- | -------------- |
| Czarni Lvov           | Lvov           |
| FC Katowice           | Katowice       |
| Hasmonea Lvov         | Lvov           |
| Klub Turystów Łódź    | Lódź           |
| KS Cracovia           | Cracovie       |
| Legia Varsovie        | Varsovie       |
| LKS Łódź              | Lódź           |
| Pogoń Lvov            | Lvov           |
| Polonia Varsovie      | Varsovie       |
| Ruch Chorzów          | Chorzów        |
| Sląsk Świętochłowice  | Świętochłowice |
| TKS Toruń             | Toruń          |
| Warszawianka Varsovie | Varsovie       |
| Warta Poznań          | Poznań         |
| Wisła Cracovie        | Cracovie       |

## Compétition

### Classement
| Rang | Équipe                   | Pts | J  | G  | N | P  | Bp | Bc | Diff |
| ---- | ------------------------ | --- | -- | -- | - | -- | -- | -- | ---- |
| 1    | Wisła Cracovie           | 42  | 28 | 20 | 2 | 6  | 98 | 36 | +62  |
| 2    | Warta Poznań             | 40  | 28 | 16 | 8 | 4  | 83 | 39 | +44  |
| 3    | Legia Varsovie           | 36  | 28 | 17 | 2 | 9  | 77 | 43 | +34  |
| 4    | KS Cracovia (P)          | 36  | 28 | 15 | 6 | 7  | 70 | 42 | +28  |
| 5    | 1. FC Katowice           | 35  | 28 | 16 | 3 | 9  | 64 | 49 | +15  |
| 6    | Pogoń Lvov               | 31  | 28 | 14 | 3 | 11 | 61 | 55 | +6   |
| 7    | Polonia Varsovie         | 30  | 28 | 14 | 2 | 12 | 63 | 61 | +2   |
| 8    | Czarni Lvov              | 29  | 28 | 13 | 3 | 12 | 54 | 51 | +3   |
| 9    | Klub Turystów Łódź       | 29  | 28 | 13 | 3 | 12 | 51 | 49 | +2   |
| 10   | Warszawianka Varsovie    | 29  | 28 | 11 | 7 | 10 | 50 | 60 | -10  |
| 11   | ŁKS Łódź                 | 25  | 28 | 10 | 5 | 13 | 55 | 57 | -2   |
| 12   | Ruch Chorzów             | 25  | 28 | 10 | 5 | 13 | 43 | 84 | -41  |
| 13   | Hasmonea Lvov            | 15  | 28 | 6  | 3 | 19 | 43 | 71 | -28  |
| 14   | Śląsk Świętochłowice (P) | 12  | 28 | 5  | 2 | 21 | 29 | 86 | -57  |
| 15   | TKS Toruń                | 6   | 28 | 2  | 2 | 24 | 28 | 99 | -71  |

| Légende | Légende               |
| ------- | --------------------- |
|         | Champion de Pologne   |
|         | Relégation en Klasa A |
|         | (P) : Promu           |

## Meilleurs buteurs
| # | Joueur            | Équipe         | Buts |
| - | ----------------- | -------------- | ---- |
| 1 | Ludwik Gintel     | KS Cracovia    | 28   |
| 2 | Henryk Reyman     | Wisła Cracovie | 27   |
| 3 | Marian Łańko (pl) | Legia Varsovie | 26   |